# Hermann Wiegand
Hermann Wiegand (* 1. Januar 1951 in Heidelberg) ist ein deutscher Gymnasiallehrer, Schulleiter und als Neulateinischer Philologe Honorarprofessor und Hochschullehrer an der Ruprecht-Karls-Universität Heidelberg.

## Leben und Werk
Hermann Wiegand besuchte von 1962 bis 1970 das Kurfürst-Friedrich-Gymnasium Heidelberg und studierte 1970 bis 1975 an der Universität Heidelberg Klassische Philologie, Mittel- und Neulateinische Philologie, Geschichte, Theologie und Germanistik. 1977 wurde er Lehrer am Karl-Friedrich-Gymnasium in Mannheim, dessen Direktor er von 1996 bis zum Eintritt in den Ruhestand 2014 war. 1983 wurde er an der Universität Heidelberg mit einer Arbeit zu den Hodoeporica (der neulateinischen Reisedichtung), der zweiten neulateinischen Dissertation in Deutschland nach derjenigen von Paul Gerhard Schmidt, promoviert. Seit 1987 war er dort als Lehrbeauftragter tätig, seit 2001 ist er Honorarprofessor für neulateinische Literatur an der Universität Heidelberg. Seit 2007 ist er Vorsitzender des Mannheimer Altertumsvereins, zu dessen Vorstand er seit 1982 gehört. Er ist Mitherausgeber der Mannheimer Geschichtsblätter, der Beihefte zu den Mannheimer Geschichtsblättern und der Mannheimer Historischen Schriften.
Wiegands Arbeitsgebiete sind die mittel- und neulateinische Literatur, die deutsche Literatur und die Geschichte sowie insbesondere die Literatur-, Kultur- und Regionalgeschichte Südwestdeutschlands. Ein besonderes Anliegen ist es, den Zugang zu der angesichts ihres Umfangs, ihrer kulturgeschichtlichen Bedeutung und ihres ästhetischen Rangs vergleichsweise wenig bekannten lateinischen Literatur der frühen Neuzeit durch zweisprachige Ausgaben und Kommentare zu erschließen.
2020 wurde er mit dem „Mannheimer Pfennig“, einer vom Freundeskreis des Marchivum verliehenen Ehrung, für seine Verdienste um die Erforschung der Mannheimer Stadt- und der kurpfälzisch-badischen Landesgeschichte ausgezeichnet. Zum 70. Geburtstag wurde er mit der Festschrift Literatur in ihren kulturellen Räumen geehrt, die 2021 im Mattesverlag erschien.
Wiegand ist seit 1980 verheiratet mit Rosemarie Wiegand, geb. Schmid, Oberstudienrätin i. R. Aus der Ehe ging eine Tochter hervor.

## Schriften
- Hodoeporica. Studien zur neulateinischen Reisedichtung des deutschen Kulturraums im 16. Jh. Mit einer Bio-Bibliographie der Autoren und Drucke (= Saecula spiritalia. Band 12). Koerner, Baden-Baden 1984, ISBN 3-87320-412-6 (zugleich Dissertation, Universität Heidelberg 1983).
- mit Wilhelm Kühlmann: Parnassus Palatinus. Humanistische Dichtung in Heidelberg und der alten Kurpfalz. Lateinisch-Deutsch. Manutius, Heidelberg 1989, ISBN 3-925678-09-3.
- Vincentius Placcius. Atlantis retecta. Die wiederentdeckte Atlantis. Das erste neulateinisch-deutsche Kolumbusepos (= Bibliotheca Neolatina. Band 6). Manutius, Heidelberg 1992, ISBN 3-925678-28-X.
- mit Walter Sauer (Hrsg.): Karl Gottfried Nadler. Fröhlich Palz, Gott erhalts! und andere Gedichte (= Pfalzbibliothek. Band 11). Pfälzische Verlags-Anstalt, Landau, Pfalz 1994, ISBN 3-87629-247-6
- mit Wilhelm Kühlmann und Robert Seidel (Hrsg.): Humanistische Lyrik des 16. Jahrhunderts. Lateinisch und deutsch (= Bibliothek der frühen Neuzeit, Abteilung 1: Literatur im Zeitalter des Humanismus und der Reformation. Band 5). Deutscher Klassiker-Verlag, Frankfurt am Main 1997, ISBN 3-618-66350-1.
- Marquard Freher: DE LVPODVNO. Die erste Beschreibung des alten Ladenburg von 1618. (= Rhein-Neckar-Kreis. Bausteine zur Kreisgeschichte 3). Rhein-Neckarkreis, Heidelberg 1998, ISBN 3-932102-02-9
- Der zweigipflige Musenberg. Studien zum Humanismus in der Kurpfalz (= Rhein-Neckar-Kreis: Historische Schriften. Band 2). Verlag Regionalkultur, Ubstadt-Weiher 2000, ISBN 978-3-89735-137-0.
- Und sein Werk war kühn gelungen. Dichter aus Schopfheim – Schopfheim in der Dichtung. Begleitheft zur Sonderausstellung im Museum der Stadt Schopfheim. Schopfheim 2003.
- mit Wilhelm Kühlmann: Karl Friedrich Schimper (1803–1867). Lyrik und Lehrgedichte. Ausgewählt, eingeleitet und herausgegeben. Verlag Regionalkultur, Heidelberg u. a. 2005, ISBN 978-3-89735-420-3.
- als Herausgeber: Strenae Nataliciae. Neulateinische Studien. Festgabe für Wilhelm Kühlmann zum 60. Geburtstag. Manutius, Heidelberg 2006, ISBN 978-3-934877-50-4
- mit Wilhelm Kreutz: Kleine Geschichte der Stadt Mannheim. G. Braun/DRW-Verlag Weinbrenner, Karlsruhe/Leinfelden-Echterdingen 2008, ISBN 978-3-7650-8358-7.
- mit Wilhelm Kreutz (Hrsg.): 200 Jahre Vereinigtes Großherzogliches Gymnasium – Karl Friedrich-Gymnasium Mannheim. Verlag Regionalkultur, Heidelberg u. a. 2008, ISBN 978-3-89735-490-6.
- mit Ulrich Nieß (Hrsg.): Karl Friedrich von Baden. Markgraf – Kurfürst – Großherzog (= Schriftenreihe des Karl-Friedrich-Gymnasiums. Band 1). Wellhöfer, Mannheim 2012, ISBN 978-3-939540-97-7.
- mit Lutz Claren u. a. (Hrsg.): Johannes Bisselius: Deliciae Veris – Frühlingsfreuden. Lateinischer Text, Übersetzung, Einführungen und Kommentar (= Frühe Neuzeit. Band 180). Walter de Gruyter, Berlin/Boston 2013, ISBN 978-3-11-031449-6.
- mit Wilhelm Kreutz und Wilhelm Kühlmann (Hrsg.): Die Wittelsbacher und die Kurpfalz in der Neuzeit. Zwischen Reformation und Revolution. Schnell + Steiner, Regensburg 2013, ISBN 978-3-7954-2662-0.
- mit Jörg Kreutz und Wilhelm Kreutz (Hrsg.): In omnibus veritas: 250 Jahre Kurpfälzische Akademie der Wissenschaften in Mannheim (1763–1806). Wellhöfer, Mannheim 2014, ISBN 978-3-95428-135-0.
- Marquard Freher. Der Vater der Pfälzischen Geschichtsschreibung (= Förderkreis Lebendige Antike Ludwigshafen am Rhein, Schriftenreihe. Band 23). Hennecke, Ludwigshafen 2015, ISBN 978-3-9816488-6-7.
- mit Jonas Göhler und Peter Mathes: Von Fastnachtsküchlein, Narren und Trinkgelagen. Friedrich Taubmanns "Bacchanalia" (1592) – das erste deutsche Fastnachtsepos. Lateinisch/Deutsch. Mattes Verlag, Heidelberg 2018, ISBN 978-3-86809-086-4.
- mit Wilhelm Beichert und Wilhelm Kühlmann (Hrsg.): Der Jurist Nikolaus Kistner (Cisnerus), 1529–1583, und sein literarisches Werk im Kontext des pfälzischen Späthumanismus. Editionen und Untersuchungen. Mattes, Heidelberg 2018, ISBN 978-3-86809-129-8.